# 大西寨岛
30°13′13″N 122°29′19″E / 30.22021186371718°N 122.48863220214844°E
大西寨岛位于浙江省舟山群岛中部，中街山列岛的西部。隶属岱山县长涂镇，位于大长涂山东约6.0公里处，距县城高亭镇28公里，陆域面积为2.52平方公里，岸线长11.55公里。最高点海拔189.9米。
大西寨岛植被丰富，森林覆盖率达88.5%，岛内淡水资源自给。但岸线多削壁巉岩，无可泊港湾。中華人民共和國成立前已有大长涂等岛居民至该岛垦殖，并建住房数十间，1995年时仍有居民25人。此后在舟山市“小岛迁，大岛建”政策影响下，岛上居民回迁。2000年人口普查是，岛上已无居民。岱山县已通过该岛开发计划。